# 塔子湖站
塔子湖站位于中华人民共和国湖北省武汉市江岸区，是武汉地铁8号线的地铁车站，建设时期曾名为“新春站”。

## 车站
车站位于塔子湖东路大道与规划路丁子路口，车站为地下两层岛式站台车站，车站总长257m，标准段宽21.3m，车站共设4个出入口和2组风亭。

### 楼层分布
| 地面     | 地面                       | 出入口                               |  |  |
| 地下一层 | 站厅                       | 售票机、客服中心、武漢通充值、洗手間 |  |  |
| 地下二层 |                            | █ 8号线 往金潭路（下一站：宏图大道） |  |  |
|          | 岛式站台，左侧车门将会打开 |                                      |  |  |
|          |                            | █ 8号线 往军运村（下一站：中一路）   |  |  |

### 车站出口
|                                                 |      |      |  |
| 出口編號                                        | 設施 | 照片 |  |
| A                                               |      |      |  |
| C                                               |      |      |  |
| D                                               |      |      |  |
| 注： 設有升降機 \| 設有輪椅升降台 \| 設有洗手間 |      |      |  |

## 鄰近地點
梦湖香郡

### 内部链接
- 武汉地铁车站列表